# بوكريم برقبته سبع حريم (مسلسل)
بوكريم برقبته سبع حريم، مسلسل كويتي أنتج وعرض في عام 2011، كتبته هبة مشاري حمادة وأخرجه منير الزعبي وقام ببطولته سعد الفرج.

## قصة المسلسل
تدور أحداث المسلسل حول الأب «آدم» (سعد الفرج) وبناته السبع الذي رباهن وحده بعد أن تركته زوجته «كريمة» (ليلى السلمان) لرغبتها بالزواج من شخص ثري، فعانى بتربيتهم وحده مع فقره الشديد.

## الفنانين المشاركين
- سعد الفرج.. في دور ادم أبو البنات
- إلهام الفضالة.. في دور الماسة الابنة الأولى
- طلال باسم.. في دور ادريس ولد الماسة
- ياسه.. في دور ذهبة الابنة الثانية
- لمياء طارق.. في دور ياقوتة الابنة الثالثة / كريمة الشابة
- هبة الدري.. في دور مرجانة الابنة الرابعة
- بثينة الرئيسي.. في دور كهرمانة الابنة الخامسة
- فاطمة الصفي.. في دور فيروز الابنة السادسة
- شجون الهاجري.. في دور الجوهرة الابنة السابعة
- ليلى السلمان.. في دور كريمة طليقة ادم وام البنات
- فهد باسم.. في دور فيصل ابن كريمة /كريم
- إبراهيم الحربي.. في دور نجيب
- سعاد علي.. في دور الدكتورة "ام نجيب"
- باسم عبد الأمير.. في دور ناصر
- علي كاكولي.. في دور عبد اللطيف